# Yasui Takuma
Yasui Takuma (japanisch 安井 琢磨; geboren 4. Januar 1909 in Osaka; gestorben 17. Dezember 1995) war ein japanischer Wirtschaftswissenschaftler.

## Leben und Wirken
Yasui Takuma machte 1931 seinen Abschluss an der Universität Tōkyō. Anschließend unterrichtete er an seiner Alma Mater, an der er 1939 Professor wurde. 1944 übernahm er eine Professur an der Universität Tōhoku und wurde 1965 zugleich Professor an der Universität Osaka, wo er das dortige „Social and Economic Research Institute“ leitete. Von 1972 bis 1984 wirkte er als Professor an der „International Christian University“ (国際基督教大学, Kokusai Kirisuto-kyō daigaku). Yasui wurde von den Universitäten Tōhoku und Osaka als „Meiyo Kyōju“ geehrt.
Als Anhänger des Sozialgelehrten Kawai Eijirō (1891–1944) setzte er sich für eine Modernisierung der japanischen Wirtschaftswissenschaft ein.
1971 wurde Yasui als Person mit besonderen kulturellen Verdiensten geehrt und im gleichen Jahr als erster Wirtschaftswissenschaftler mit dem Kulturorden ausgezeichnet. Zu seinen Werken zur Wirtschaftswissenschaft gehören seine „Gesammelten Werke“  (安井琢磨著作集, Yasui Takuma chosaku-shū), die von 1970 bis 1971 in drei Bänden erschienen.